# Giovanni Caccia Piatti
Giovanni Caccia Piatti (Novara, 8 marzo 1751 – Novara, 15 settembre 1833) è stato un cardinale italiano.

## Biografia
Nacque a Novara l'8 marzo 1751.
Nel 1774 ebbe il suo primo incarico nella Curia romana come abbreviatore di parco maggiore. Nel 1775 divenne referendario dei Tribunali della Segnatura Apostolica. Nel 1776 fu inviato come vice-legato in Romagna, dove rimase fino al 1782.
In quest'anno tornò a Roma come relatore della Sacra Consulta, incarico che espletò per diciotto anni.
Fu l'ultimo commendatario dell'Abbazia di Sant'Albino in Mortara, dal 1788 fino al 1799.
Dal 1801 al 1806 fu delegato apostolico a Urbino. Nel 1808 fu nominato uditore generale delle cause della Camera Apostolica.
Nel 1795 ebbe in commenda l'abbazia di San Giulio di Dulzago.
Papa Pio VII lo elevò al rango di cardinale nel concistoro dell'8 marzo 1816. L'11 marzo dello stesso anno ricevette la berretta cardinalizia e il 29 aprile la diaconia dei Santi Cosma e Damiano.
Non avendo mai ricevuto gli ordini sacri, ebbe due dispense. Fu camerlengo del Collegio cardinalizio dal 1823 al 1825.
Nel 1825 fu nominato da papa Pio VIII prefetto della Segnatura di Grazia, incarico che mantenne fino alla morte.
Partecipò al conclave del 1823, che elesse papa Leone XII, e al conclave del 1829, che elesse papa Pio VIII, mentre non prese parte al conclave del 1830-1831, che elesse papa Gregorio XVI.
Morì a Novara il 15 settembre 1833, all'età di 82 anni. Nonostante avesse fatto appositamente costruire una tomba nella chiesa di Garbagna, tanto era l'amore per il piccolo paese (era solito trascorrere le estati nella tenuta di Buzzoletto), gli eredi ne disposero la sepoltura in cattedrale. Lino Cassani, coautore della monografia su Garbagna Novarese del 1948, riportò che al tempo in cui scriveva ancora si poteva vedere la tomba vuota del cardinale nella chiesa parrocchiale del paese.